# PDVSA TV
PDVSA TV fue un canal de televisión abierta venezolano entre los  2014-2020 que transmitía en Televisión Digital terrestre y luego es un canal de Televisión por internet que transmite solamente en YouTube desde 2020, administrado por el SiBCI, en conjunto con Petróleos de Venezuela.

## Historia

### Como canal de TDT (2014-2020)
PDVSA TV inició sus transmisiones el 12 de agosto de 2014, con el surgimiento de la Televisión Digital Abierta en el país; con programación por bloques matutinos, vespertinos y nocturnos sobre la petrolera estatal Petróleos de Venezuela, el "legado" del fallecido presidente Hugo Chávez y programas culturales.
El 12 de agosto de 2016, al cumplirse dos años de transmisiones, PDVSA TV comenzó a transmitir las 24 horas continuas con la inclusión de programación nueva de producción nacional independiente.
En 2020 el canal fue sancionado por el Gobierno de los Estados Unidos junto al canal privado Globovisión en estar en la parrilla de DirecTV Venezuela (hoy SimpleTV) hasta qué dicha cableoperadora cesa operaciones. El 10 de diciembre del mismo año cesó sus emisiones en la Televisión digital terrestre de Venezuela y es reemplazado por el canal privado Globovisión.

### Como canal streaming (Desde 2020)
Luego de su salida del aire en señal abierta por la TDT, el canal PDVSA TV continúa transmitiendo en YouTube como PDVSA TV Multimedios. En formato on demand con nuevos videos diarios del canal en el canal de YouTube PDVSA TV Multimedios.

## Distribución
El canal PDVSA TV estuvo distribuido por la Televisión digital terrestre de Venezuela como el canal 25,6, las cableoperadoras como CANTV Televisión Satelital y DirecTV Venezuela, qué este último fue sacado de la grilla y cesó sus operaciones en el país, ahora es reemplazada por SimpleTV qué no regresó a la grilla por su eliminación.

## Programación
Su programación se basó en programas y documentales sobre contenidos petroleros de la empresa petrolera pública, Petróleos de Venezuela. Además, incluía espacios musicales grabados que se realizaban en el centro de arte "PDVSA La Estancia", ubicada en Caracas.
Desde su migración como Canal de Televisión por internet que transmite en YouTube, de forma ininterrumpida, el canal continua su programación sobre PDVSA, Culturales, Noticias sobre el petróleo, un programa deportivo, y videos informativos.